# Iwan Kuczerenko
Iwan Wasylowycz Kuczerenko, ukr. Іван Васильович Кучеренко (ur. 6 stycznia 1987) – ukraiński piłkarz, grający na pozycji obrońcy lub pomocnika.

## Kariera piłkarska

### Kariera klubowa
Wychowanek klubu Krywbas Krzywy Róg, barwy którego bronił w juniorskich mistrzostwach Ukrainy (DJuFL). W 2005 rozpoczął karierę piłkarską w pierwszym składzie Krywbasa. Nie potrafił przebić się do podstawowego składu, dlatego w lutym 2008 roku wyjechał za granicę, gdzie najpierw występował w kazachskim FK Astana, a potem w uzbeckim klubie Lokomotiv Taszkent. Na początku 2010 powrócił do Ukrainy, gdzie został piłkarzem Hirnyka Krzywy Róg. W 2011 ponownie wyjechał do Uzbekistanu, gdzie bronił barw Olmaliq FK. 29 lutego 2012 podpisał kontrakt z FK Połtawa.

### Kariera reprezentacyjna
W 2005 występował w juniorskich reprezentacjach Ukrainy U-18 i U-19.